# 81–740/741 Ruszics
A 81–740/741 Ruszics az oroszországi Metrovagonmas vállalat könnyű metrószerelvénye, melyet a moszkvai metrón, a kazáni metrón és a szófiai metrón üzemeltetnek.

## Története
A metrószerelvényt a Moszkva-Sziti üzleti negyedbe tervezett, kisebb, 4,5 m átmérőjű alagutakból álló könnyű metróhoz fejlesztették ki a mityiscsii Metrovagonmas vállalatnál. A tervezőmunka 2001-ben kezdődött, és a Butovszkaja vonal 2003-as megnyitására az eredeti tervek szerint már 10 szerelvénynek készen kellett lennie. A feszített tempójú fejlesztőmunka eredményeként a Szkif gyári típusnevű, technológiájában a 81–720/721 Jauza típuson alapuló vonat másfél év alatt elkészült. A Jauza típus üzemeltetése során szerzett tapasztalatok alapján a 81–740/741-nél több műszaki változtatást hajtottak végre. A vontatómotor-egység az angol–francia Alstom cég Onix típusa lett. Motorkocsinként négy, egyenként 160 kW teljesítményű aszinkron vontatómotort építettek be. A teljesítményelektronikai egysége szigetelt bázisú bipoláris tranzisztorokat (IGBT) tartalmaz. Az új metró rendszereit először átalakított Jauza vonaton tesztelték. A kétrészes motoros vezérlőkocsik típusjelzése 81–740, a köztes, szintén motoros és kétrészes kocsiké 81–741 lett. A metrószerelvény nevét azonban később megváltoztatták. A Moszkovszkij komszomolec újság és a Metrovagonmas vállalat által meghirdetett névadási szavazás alapján a vonat a Ruszics típusnevet kapta.
Az első kísérleti példány 2002-ben készült el, majd augusztusban a serbinkai tesztpályán már kipróbálták. A futáspróbák alatt számos műszaki probléma merült fel, ezért több rendszerét át kellett dolgozni. Így át kellett alakítani a pneumatikus fékrendszert. 2002–2003 telén megkezdődtek az üzemi próbái először Moszkvában a Szerpuhovszko-Tyimirjazevszkaja vonalon és a Zamoszkvoreckaja vonal Belarusszkaja és Gyinamo állomásai közötti szakaszán. Utóbbi szakasz kísérletinek számít, és az egyenes szakaszain a 100 km/h sebesség is engedélyezett. 2003 februárjában már a Filjovszkaja vonalon is közlekedtek tesztüzemben. A tesztüzem során a pneumatikus fékrendszerrel továbbra is problémák voltak, és az üzemi körülmények között az Onix típusú meghajtó rendszer is elégtelen teljesítményűnek bizonyult. Ezért 2003 őszén kísérleteket folytattak egy novoszibirszki vállalat által készített vontatómotor-egységgel.
A Metrovagonmas 2005-ig 29 motorkocsit és 14 vagont épített meg, ezek közül három vonat már 81–740A/741A típusú volt, melyet módosított vontatómotorral szereltek fel. Moszkvában jelenleg a Butovszkaja vonalon és a Filjovszkaja vonalon üzemel. A szófiai metrón 2005-ben állították üzembe. Szófiában a  módosított 81–740.1/741.1 és  81-740.2/741.2 változat üzemel, melyeket japán Hitachi aszinkron vontatómotorokkal szereltek fel.
A típus legújabb változata a 81–740.4/741.4, melynél a Ruszics korábbi változatainak egyes problémáit igyekeznek kiküszöbölni. Így az ajtók közti nagy távolság miatt kialakult lassú utasáramlás kiküszöbölése, valamint az utastér nem megfelelő szellőzésének javítása a fő célkitűzés.